# Экваториальная провинция
Экваториальная провинция (фр. Équateur) — северо-западная конголезская провинция. Некогда занимала обширные территории, однако после административной реформы 2005 года была разделена на ряд мелких провинций, из которых название «Экваториальная» осталось за территорией вокруг административного центра Мбандака.

Экваториальная провинция до разделения в 2005

## Административное деление
- Басанкусу (Basankusu)
- Бикоро (Bikoro)
- Боломба (Bolomba)
- Бомонго (Bomongo)
- Ингенде (Ingende)
- Луколела (Lukolela)
- Маканза (Makanza)